# 瓦伊朗
瓦伊朗是葡萄牙波尔图区的一个堂区。总面积4.33平方公里，总人口1191人，人口密度275.1人/平方公里。